# Mojito
Mojito är en drink. Drinken består av fem ingredienser: rom, sodavatten, sockerlag (helst från sockerrör), lime och myntablad. Dess kombination av sötma, citrus och myntasmaker har gjort mojito till en populär sommardrink.
Drinkens historia går tillbaka till slutet av 1800-talet då kubanska slavar drack sockerrörssötat vatten blandat med rom. Vem som komponerade den, och var, är däremot omstritt, men på 1920-talet fick den sina nuvarande proportioner då den serverades på Playa de Mariano, en strand som vid den tiden ofta besöktes av arbetare. Den förknippas mest med en av Kubas mest berömda barer: La Bodeguita de Medio, där den på 1940-talet blev populär bland Havannas hipsters. Ernest Hemingway besökte ofta baren och han hjälpte drinken att få internationell spridning.
Ett populärt sätt att göra den på är att först muddla cirka 10 stycken myntablad tillsammans med lika delar sockerlag och limejuice för att sedan fylla på med rom efter smak (oftast 4–6 cl). Därefter fylls glaset med is och toppas med sodavatten. Som garnering används ofta en myntakvist och/eller en  limeklyfta.